# Jacques Grévin
Jacques Grévin (Clermont de l'Oise (França), 1538 - Torí (Itàlia), 5 de novembre de 1570) fou un metge, dramaturg i poeta francès.

## Biografia
Jacques Grévin neix a Clermont-en-Beauvaisis, actualment Clermont de l'Oise, a prop de la ciutat de Beauvais, a la regió francesa de la Picardia, al si d'una família modesta, on son pare, draper, mor essent Jacques un infant. Fou sa mare i els seus oncles Jacques Grévin i Pierre de Prong, qui eduquen al jove Jacques en els seus primers anys. Infant encara, l'any 1550 o 1551, és enviat a París, al col·legi de Boncourt, on restarà reclòs cinc anys, i on coneix a l'humanista Marc Antoine Muret i al dramaturg Étienne Jodelle. L'any 1556 aconsegueix el mestratge en Arts.
El mateix 1556 o 1557 entra a la facultat de medicina de París, on compagina els estudis acadèmics amb els escrits literaris, especialment teatre i poesia, però considerant les activitats literàries una forma d'esbargir-se de la seva ocupació més importants, els estudis. L'any 1558 es representen les seves obres Trésorière, César i Esbahis, i aqueix mateix any escriu els poemes Regretz de Charles d'Austriche i Hymne au Dauphin, el 1559, Chant de joie, que tracten temes contemporanis, i el 1560, la primera obra poètica important, Olimpe. És en aquest mateix any quan, després d'haver cursat els quatre anys exigits a la facultat, es presenta a probavit quatuor annos sui studii, i a continuació, a les proves de la llicenciatura en Medicina.
A final de 1560, calvinista declarat, tant en ls seus escrits com en la seva vida, pren por i fuig a Anglaterra, on la reina Elisabet, des de la seva coronació, s'havia convertit en protectora de protestants exiliats. En agraïment, a principi de l'any 1561 compon un poema, una mena d'epístola, titulat Chant du Cigne. Poc de temps resideix alli, i al febrer de 1561 tornava a estar-se a França.
El 14 de juny de 1561 Grévin presenta una tesi, i durant aquest any aconsegueix la llicenciatura en medicina. El mateix any publica les seves obres teatrals i una nova recopilació de poemes. A l'any següent, el 16 de març, es doctora en medicina, i entra com a professor a la facultat.
Superats els estudis acadèmics se centra en la seva activitat intel·lectual, amb obres de medicina i literatura, i tres polèmiques en els dos camps, que l'ocupen des de 1563 fins a 1567. L'any 1565 publica uns comentaris sobre Vesal; i el 1567, un poema titulat Poème sur l'histoire des François et Hommes vertueux de la maison de Medici i la traducció del llatí al francès d'un llibre de dimonologia del metge Johann Wier. Com a polemista, participa, de forma anònima, en l'atac contra el poeta Pierre de Ronsard pel seu Discours des misères de ce temps, on es denuncien els protestants; escriu un libel en llatí i un petit poema anònim Response aux calomnies… contra el metge Jacques Charpentier, per qüestions religioses; i escriu el seu Discours sur les vertus et facultez de l'antimoine al qual s'oposa a l'ús medicinal de l'antimoni, com postulava el metge Louis de Launay.
El 1567 Christophe Plantin, el cèlebre tipògraf d'Anvers, publica com obra seva uns Dialogues françois, que foren escrits per Grévin. Seguint la seva relació amb Plantin es trasllada a Anvers, i allí tradueix i adapta al francès obres poètiques en llatí: Els Emblemata de Johannes Sambucus i d'Hadrianus Junius, i l'obra de contingut toxicològic de Nicandre de Claros; i escriu el Traité des Venins, publicat el 1568 junt a l'obra de Nicandre. A la darreria de 1568, absent de París, i essent degà de la facultat de medicina Jacques Charpentier, amb qui havia polemitzat anteriorment, és destituït com a professor de la facultat per motius religiosos.
Després de l'octubre de 1568 Grévin es trasllada a Torí, per a treballar com a metge personal de Margarida de Valois, esposa de Manuel Filibert, duc de Savoia. Posteriorment és nomenat conseller d'Estat. L'any 1569 publica els Portraicts anatomiques. Des de la seva residència a Savoia visita Gènova i Roma, i en aquesta darrera ciutat escriu uns poemes dedicats a la seva protectora, la duquessa Margarida, els seus darrers escrits. Tornat a Torí, mor el 5 de novembre de 1570.

## Obra

### Medicina
- Anatomes totius aere insculpta delineatio, cui addita est epitome innumeris mendis repurgata, quam de corporis humani fabrica conscripsit... And. Vesalius. Eique accessit partium corporis... brevis elucidatio, per Jacobum Grevinum,.... Lutetiae Parisiorum : apud A. Wechelum, 1565. Anotacions a l'Epitome de Vesal.[11][12]
- Discours… sur les vertus et facultez de l'antimoine, contre ce qu'en a escrit maistre Loys de Launay…. Paris : Impr. de A. Wechel, 1566. Refutació de l'obra de Launay.[13]
- Le second discours... sur les vertus & facultez de l'antimoine, auquel il est sommairement traicté de la nature des mineraux, venins, pestes, & de plusieurs autres questio[n]s naturelles & medicinales, pour la confirmation de l'advis des medecins de Paris, & pour servir d'apologie contre ce qu'a escrit M. Loïs de Launay, empirique. A Paris : chez Jacques du Puys, 1567. Rèplica a la rèplica de Launay.[14]
- Deux livres des venins, ausquels il est amplement discouru des bestes venimeuses, thériaques, poisons & contre-poisons, par Jacques Grévin,... Ensemble les oeuvres de Nicandre,... traduictes en vers françois. A Anvers : De l'inprimerie de Christofe Plantin, 1568. Traducció al francès dels dos llibres conservats de Nicandre de Claros, les Theriaka i les Alexipharmaka, amb un tractat sobre el verins.[9][15]
- Cinq livres de l'imposture et tromperie des diables, des enchantements et sorcelleries. A Paris : Chez Iaques de Puys, 1569. Traducció al francès de l'obra en llatí de Johann Wier.[16]
- Les portraits anatomiques de toutes les parties du corps humain,... Ensemble l'Abbregé d'André Vesal, et l'explication d'iceux, accompagnee d'une declaration Anatomique. A París : Chez André Wechel, 1569. Traducció del llatí al francès de l'Epitome de Vesal, amb una introducció del mateix Grévin.[9][17]

### Teatre
- César o La liberté vengée. Tragèdia.[9]
- La Trésorière. Comèdia satírica en 5 actes, amb versos de vuit síl·labes.[9][18]
- Les Eshahis. Comèdia satírica en 5 actes, amb 2531 versos de vuit síl·labes.[9][19]
- La Pastorale sur les mariages de tres excellentes Princesses Madame Elizabet, fille aínée de France, et Madame Marguerite, soeur unique du Roi. Paris, 1559.[20]

### Poesia
La poesia de Jacques Grévin, segons la seva temàtica, pot ésser dividida en:
- Descriptiva
  - Description du Beauvoisis (140 versos decasíl·labs)[22]
  - La Fontaine du Pied-du-Mont.
  - Vingt-quatre sonnets sur Rome.[23]
- De circumstàncies
  - Regretz de Charles d'Austriche empereur, cinquiesme de ce nom. 412 versos decasíl·labs.[24]
  - Hymne à Monseigneur le Dauphin, sur le mariage dudict Seigneur et de Madame Marie d'Estevart, Royne d'Escosse. 836 versos alexandrins.[25]
  - Chant de joie de la Paix faicte entre le roi de France Henri II et Philippe roi d'Espagne. Versos de set síl·labes.<[26]
  - Proème sur l'histoire des François et Hommes vertueux de la maison de Medici. Obra al·legòrica de 404 versos.[27]
- Amorosa
  - Olimpe. Obra dividida en dues parts, amb 106 sonets la primera, i 36 la segona. Enmig d'aquests sonets, o després d'ells, hi ha petites peces de diferents tipus. Aquests sonets són d'estil petrarquista i foren escrits en lloança de Nicolé Étienne.[28]
- Satírica
  - Gélodacrye. Obra en dues parts, amb 33 sonets la primera, i 34 la segona. El seu calvinisme és present a tota l'obra.[29]
- Oratòria
  - Elégies. No componen un cos unitari. Apareixen 6 elegies a la Gélodacrye, una a l'Olimpe, i dos en el seu volum del Théâtre.[30][31]
- Lírica
  - Odes. Es troben repartides per diverses obres, onze a l'Olimpe, i sis al Théâtre.[32]
- Gnòmica
  - Emblèmes. Una estampa on es representa una escena de la vida quotidiana o alguna al·legoria, i a la part inferior, un breu poema moral que ens parla de l'escena. Grévin tradueix i adapta els poemes llatins al francès, de les obres de Johannes Sambucus i d'Hadrianus Junius.[33][34][35]

### Prosa
- Brief Discours pour l'intelligence de ce Théâtre.[36]
- Les preceptes de Plutarque, monstrant la maniere comme il faut se gouverner en mariage translatez selon la verité du grec par Jacques Grevin, de Clermont, avec une Chanson de la femme vertueuse & bonne ménagère. A Roen : Chez Jean Chollim, s/d. Traducció de joventut.[34]